# Proteuxoa collaris
Proteuxoa collaris là một loài bướm đêm trong họ Noctuidae.